# Markus Lindner
Markus Lindner (* 1970 in Schwaz) ist ein österreichischer Schriftsteller und Künstler.

## Leben
Markus Lindner wuchs in Kramsach im Tiroler Unterland auf. Nach der Matura am Gymnasium in Wörgl arbeitete er als Lagerarbeiter, Grafiker, Programmierer und Bühnenarbeiter in Wörgl, Innsbruck und Wien. Er studierte Philosophie und Informatik an der Universität Innsbruck, ohne die Studien abzuschließen. Seit 2004 lebt er als freischaffender Autor in Wien. Er ist Mitglied der Grazer Autorenversammlung und der IG Autorinnen Autoren.

## Werkbeschreibung

### Schmelze (2014)
In einem poetischen „Schmelzvorgang“ werden aus dem Schüttgut des Alltags seltsame Geschichten abgeschmolzen, harmlose Begebenheiten erfahren eine jähe Verschärfung und führen zur Traumatisierung der Helden.
Ein Schriftsteller kocht als Jungvater aus dem Stoff der Windeln den Brei für seine Texte und schöpft ihn ab, wie seinerzeit es Papiermacher getan haben. In der Episode um die Schichtarbeit wird die Arbeit Schicht für Schicht abgehobelt, bis es zum erlösend-letalen Arbeitsunfall kommt. Allmählich explodieren die Sequenzen und geraten zu einer psychodelischen Expedition. Gegen diese Schmelze des ausgelegten Stoffs gibt es nur banale Hilfsmittel, ein Polizeibusfahrer etwa schaltet am Ende der Allee das Martinshorn ein, um der Geschichte einen Ausweg zu bahnen.

### Animalia etc. (2015)
In den Gedichten der Animalia-Sammlung werden erlesene Tiere lyrisch hymnisiert oder treten gar als lyrisches Ich auf. Die Texte ermöglichen eine Verbindung von tierischen Machenschaften und menschlichen Vergeblichkeiten. Rare Tiere wie Kartoffelkäfer, Fledermaus oder Hühner führen zu einem „belastenden Zwischenbericht“, der anschließend als veritables Menü dargeboten wird.
„Menü, zusammengetragen aus Menüs // Warme Kühe von 11-23h / Sur-Schnitzel / Gebratener Goldarsch / Lachfilet natur in Zitronen-Buttersauce / Gefällte Zucchini / Raucherkäse“ (Seite 14)
In der Diktion dieser seltsamen Speisekarte wird schließlich das Begräbnis eines lokalen Politikers als regionales Festmahl aufgeführt.

### Klei (2017)
Klei ist nichts anderes als getrockneter Schlick, der sich jeden Tag neu formiert, um sich nach einer Weile wieder zu verlagern.
Der Ich-Erzähler hat eine kleine Erbschaft gemacht und arbeitet fallweise als Korrektor, so kann er sich einen beinahe romantischen Lebensstil auf einer kleinen Insel vor der Zivilisation leisten. Manchmal fängt er seltsame Delikatessenwürmer vom Strand, legt einen kleinen Spieldeich an und erobert sich etwas Land. Er versucht im Alltagsleben der Inselbewohner unauffällig unterzukommen und feiert mit ihnen, wenn jemand ans Festland fährt, um zu studieren. 
„Die nächsten Tagen - oder waren es Wochen oder Monate? - sind Treiben, wie ein Stück Treibholz herumgeworfen werden im Seegang.“ (Seite 60) 

### Nachtschnee (2018)
Der hybriden Begriff des „Nacht-Schnees“ wird als poetischer Datenträger aufgegriffen, um ihm nicht erwartbare Informationen einzuspeisen. Vom Layout her gesehen sind die ersten knapp sechzig Gedichte in konventioneller Form als Tageslicht-Texte ausgeführt, das letzte Drittel erstrahlt als Mond-Textur, auf schwarzem Untergrund sind in weißer Schrift die Informationen herausgestochen.
Im Vorspann wird im ersten Gedicht das Programm erklärt. Es handelt sich um eine eilig einberufene Pressekonferenz, die einen Angriff, Überfall oder eine Kriegserklärung beinhaltet. Sogenannte Verbündete der Zivilisation haben sich zusammengetan, um in Syrien Air-Strikes zu fliegen. 
Die Nachrichtenlage ist ungewiss, denn die einzelnen Meldungen erscheinen als nichtnummerierte Träume.
Im letzten Schwarz-Gedicht stürzt ein Himmelspalast ab und wird in ein paar Stunden verglühen. Dieses apokalyptische Bild knüpft an die Eingangs-Pressekonferenz an, worin alles zerstört und dekonstruiert ist.

### Splitter (2021)
Die 35 Texte geben sich äußerlich unauffällig und kommen im Kleid von Notizen, Kurzgeschichten oder Entwürfen daher. Aber allen gemeinsam ist, dass sie die Spitzen nach innen gerichtet haben. Während der Lektüre reißen die Splitter das glatte Bild auf, das im ersten oberflächlichen Scan entstanden ist. Nichts ist so, wie es zu erwarten wäre, nichts lässt sich zu Ende führen, wie man es geplant hätte. Die Helden werden oft von Therapien überschüttet, die falsch dosiert sind, andererseits sind sie von prekären Schicksalsschlägen geknüppelt, die auf längere Zeit unlösbar sind.

## Werke
- Zyster. Flaschenpostbuch/Kunstprojekt, Wien 2009.
- Schmelze. Prosa. Verlag Bibliothek der Provinz, Weitra 2014. ISBN 978-3-99028-319-6.
- Animalia etc. Gedichte. Edition fabrik.transit, Wien 2015. ISBN 978-3-95038-915-9.
- Klei. Roman. Verlag Bibliothek der Provinz, Weitra 2017. ISBN 978-3-99028-688-3.
- Nachtschnee. Steganographien. Edition fabrik.transit, Wien 2018. ISBN 978-3-95044-230-4.
- Splitter. Prosa. Edition fabrik.transit, Wien 2021. ISBN 978-3-903267-11-4

Darüber hinaus Veröffentlichungen und redaktionelle Mitarbeit in diversen Zeitschriften und Anthologien (havenpress, Cognac&Biscotten, Wienzeile, Arbeitsfluss u. a.).